# 吕克·伊吕西
吕克·伊吕西（法語：Luc Illusie，1940年5月2日—），法国数学家，巴黎第十一大学终身教授。他的研究领域是代数几何。
伊吕西60年代师从格罗滕迪克，参与了代数几何讨论班。他的博士论文题目是《余切复形和形变》。